# Rencun, Guangdong
Rencun (kinesiska: 稔村) är en köping i sydöstra Kina. Den ligger i Xinxing härad i staden Yunfu i provinsen Guangdong, omkring 110 kilometer sydväst om provinshuvudstaden Guangzhou. Antalet invånare är 32 942. Befolkningen består av 15 905 kvinnor och 17 037 män. Barn under 15 år utgör 20,0 %, vuxna 15-64 år 69 %, och äldre över 65 år 10,0 %.